# Samsung Galaxy A23
El Samsung Galaxy A23 es un teléfono inteligente basado en Android diseñado, desarrollado y comercializado por Samsung Electronics como parte de su serie Galaxy A. Este teléfono se anunció el 4 de marzo de 2022 junto con el Galaxy A13.

## Diseño

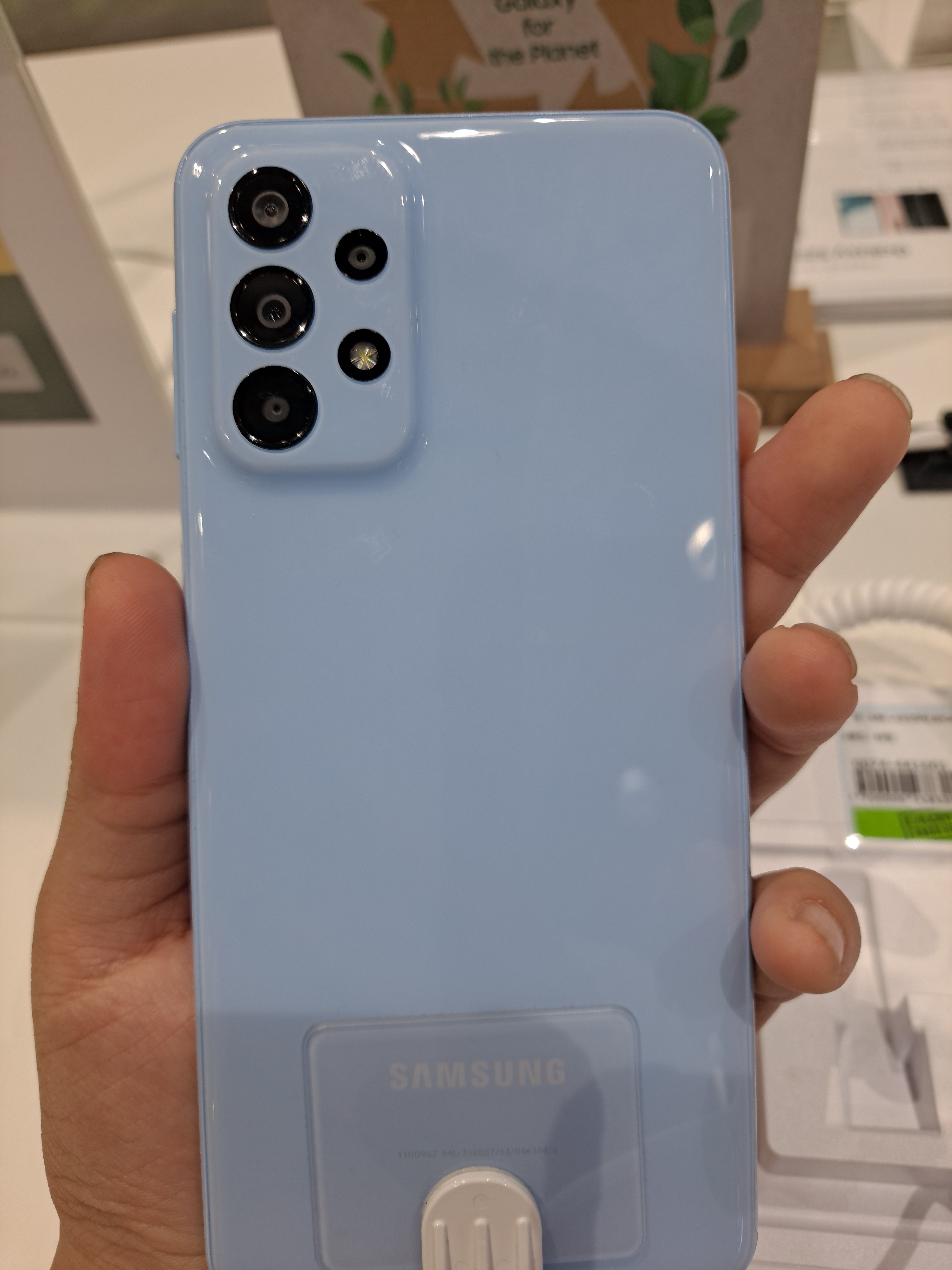
Parte trasera del Samsung Galaxy A23

La pantalla está protegida con Corning Gorilla Glass 5. El panel trasero y el lateral están hechos de plástico brillante.
El diseño del teléfono inteligente es similar al del Samsung Galaxy A33 5G.
En la parte inferior se encuentra el conector USB-C, el altavoz, el micrófono y el conector de audio de 3,5 mm. El segundo micrófono está colocado en la parte superior. Según la versión, hay una ranura para 1 tarjeta SIM y una tarjeta de memoria microSD de hasta 1 TB o una ranura para 2 tarjetas SIM y una tarjeta de memoria microSD de hasta 1 TB. A la derecha están los botones de volumen y el botón función del teléfono inteligente, que a su vez es el sensor de huellas dactilares.
El equipo fue presentado en 4 colores: Awesome Black (negro), Awesome Blue (azul), Awesome White (blanco) y Awesome Peach (melocotón).
| Color | Nombre        |
| ----- | ------------- |
|       | Awesome Black |
|       | Awesome White |
|       | Awesome Blue  |
|       | Awesome Peach |

## Especificaciones

### Hardware
Galaxy A23 es un teléfono inteligente con factor de forma tipo pizarra, cuyo tamaño es de 164,5 × 76,9 × 8,4 mm y pesa 195 gramos.
El dispositivo está equipado con conectividad GSM, HSPA y LTE y Wi-Fi 802. A/b/g/n/ac de doble banda con compatibilidad con Bluetooth 5, Wi-Fi Direct y hotspot.0 con A2DP y LE, GPS con A-GPS, BeiDou, Galileo y GLONASS y NFC. Dispone de puerto USB-C 2.0 y entrada jack de audio de 3,5 mm.
Tiene una pantalla Infinity-V de 6,6 pulgadas de diagonal, TFT LCD tipo, esquinas redondeadas y resolución FHD+ de 1080 × 2408 píxeles.
La batería de polímero de litio de 5000 mAh no es extraíble por el usuario. Admite carga ultrarrápida a 25W.
El chipset es un Qualcomm Snapdragon 680 (SM6225) con una CPU de ocho núcleos (4 núcleos a 2,4 GHz + 4 núcleos a 1,9 GHz). La memoria interna tipo UFS 2.1 en la versión de 64 GB y UFS 2.2 en la versión de 128 GB ampliable con microSD hasta 1 TB, mientras que la memoria RAM es de 4, 6 u 8 GB (según la versión elegida).
La cámara trasera tiene un sensor principal de 50 megapíxeles con apertura f/1. La D-SLR-Focus está equipada con un enfoque automático PDAF, modo HDR y modo flash led, capaz de grabar hasta 1080p a 30 fotogramas por segundo, mientras que la cámara frontal es única de 8 MP con una grabación en blanco.

### Software
Anterior : El sistema operativo es Android 12 con One UI 4.1. Ahora : El Sistema Operativo es Android 14 Con One UI 6.1 y también recibirá One UI 7 Con Android 15 y un año adicional de actualizaciones de seguridad.